# ミスティ・アッパム
ミスティ・アッパム（Misty Upham,  1982年7月6日 - 2014年10月5日）は、アメリカ合衆国の女優である。日本では「アッパム」のほかに「アップハム」という表記もみられる。

## 来歴
1982年に、モンタナ州のカリスペルに4人兄弟の4番目として生まれる。その後、ワシントン州のオーバーンで育った。13歳の時に、地元のアマチュア劇団『Red Eagle Soaring』に参加して、演劇のキャリアをスタート。14歳の頃には、短い演劇の脚本や演出も手掛けて才能を開花させていく。高校在学中はシアトルを拠点とする劇団に参加し、その後も女優としての道を進んだ。2002年に同じくグラハム・グリーンら出演の『Skins』へ出演して映画デビュー。
その後もテレビドラマなどへ出演して順調にキャリアを重ねていき、2008年にメリッサ・レオと共演したドラマ映画『フローズン・リバー』で注目された。劇中ではモホーク族の女性ライラを演じており、作品自体も高く評価されてサンダンス映画祭やインディペンデント・スピリット賞の賞を受賞しており、後者のインデペンデント・スピリット賞ではアッパムも助演女優賞にノミネートされている。それからもクエンティン・タランティーノ監督の『ジャンゴ 繋がれざる者』などの映画に出演。2012年にはメリル・ストリープらベテラン俳優が出演した『8月の家族たち』へ出演し、自分勝手な一家に仕えるメイドを演じている。同作品自体も高い評価を受けており、アッパムも他のキャストらと共にアンサンブル賞を受賞した。

### 死去
2014年10月5日、地元メディアはアッパムがワシントン州のマックルシュートの姉妹の自宅を後にしてから行方不明であることを報道した。父親がメディアに発表したところによるとミスティ自身が以前から精神疾患を患っており、家族に自殺をほのめかしていたこともあったため、先住民族のコミュニティからなる捜索隊が捜索に当たったが、10月16日に同州の渓谷でミスティによく似た遺体が発見され、父親によりミスティ自身であると確認された。32歳だった。

## 出演作品

### 映画
- Skins (2001)
- Skinwalkers (2002)
- DreamKeeper (2003) ※テレビ映画
- エッジ・オブ・アメリカ Edge of America (2003)
- Expiration Date (2006)
- フローズン・リバー Frozen River (2008)
- ザ・ドライ・ランド The Dry Land (2010)
- ジャンゴ 繋がれざる者 Django Unchained (2012) ※ノークレジット
- ジミーとジョルジュ 心の欠片を探して Jimmy P. (2013)
- 8月の家族たち August: Osage County (2013)
- Cake (2014)
- Crawlspace (2015)

### テレビドラマ
- Auf Wiedersehen, Pet (2002)
- ビッグ・ラブ Big Love (2010)